# Вест-Фінлі Тауншип (округ Вашингтон, Пенсільванія)
Вест-Фінлі Тауншип (англ. West Finley Township) — селище (англ. township) в США, в окрузі Вашингтон штату Пенсільванія. Населення — 813 особи (2020).

## Демографія
Згідно з переписом 2010 року, у селищі мешкало 878 осіб у 339 домогосподарствах у складі 259 родин. Було 382 помешкання
Расовий склад населення:
| - 98,7 % — білих - 0,5 % — азіатів - 0,1 % — чорних або афроамериканців |

До двох чи більше рас належало 0,7 %. Частка іспаномовних становила 0,3 % від усіх жителів.
За віковим діапазоном населення розподілялося таким чином: 21,6 % — особи молодші 18 років, 66,8 % — особи у віці 18—64 років, 11,6 % — особи у віці 65 років та старші. Медіана віку мешканця становила 42,4 року. На 100 осіб жіночої статі у селищі припадало 111,6 чоловіків;  на 100 жінок у віці від 18 років та старших — 108,5 чоловіків також старших 18 років.
Середній дохід на одне домашнє господарство  становив 78 794 долари США (медіана — 56 985), а середній дохід на одну сім'ю — 91 233 долари (медіана — 66 500). Медіана доходів становила 46 389 доларів для чоловіків та 32 321 долар для жінок. За межею бідності перебувало 8,8 % осіб, у тому числі 9,7 % дітей у віці до 18 років та 10,5 % осіб у віці 65 років та старших.
Цивільне працевлаштоване населення становило 428 осіб. Основні галузі зайнятості: освіта, охорона здоров'я та соціальна допомога — 25,7 %, будівництво — 11,9 %, транспорт — 10,7 %, науковці, спеціалісти, менеджери — 10,7 %.